# Gerhardus Johannes Mulder

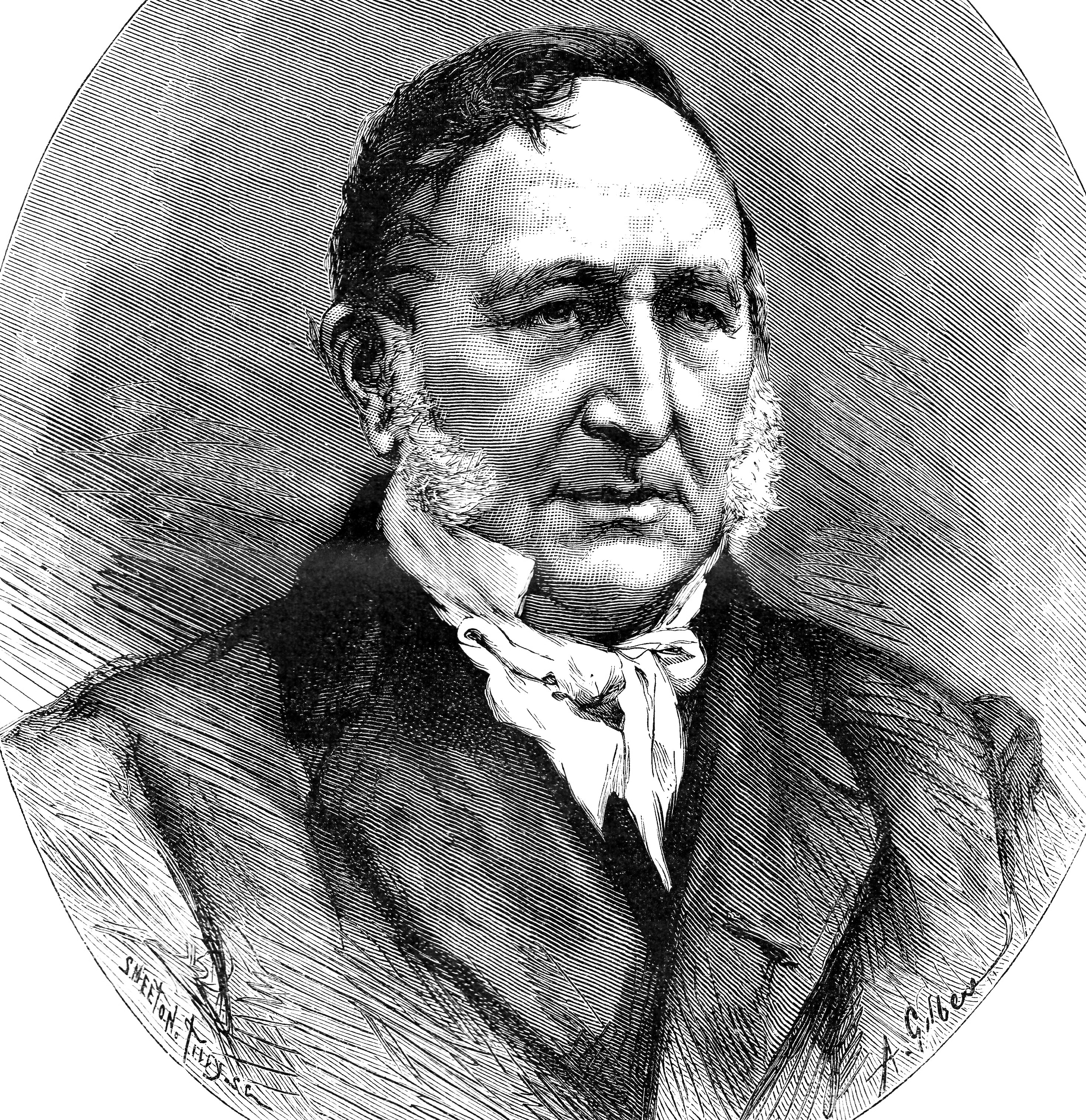
Gerardus Johannes Mulder.

Gerardus Johannes Mulder (Utrecht, 27 de desembre de 1802 − 18 d'abril de 1880) va ser un químic neerlandès.

## Biografia
Mulder nasqué a la ciutat d'Utrecht, i estudià química a la Universitat d'Utrecht.
Mulder va descriure la composició química de les proteïnes va establir que totes les proteïnes tenien la mateixa fórmula empírica i només variaven en la seva quantitat de sofre i fòsfor. Més tard, la naturalesa polimèrica de les proteïnes va ser dilucidada pels treballs de Staudinger i Carrothers.
Va ser el primer a usar la paraula, proteïna, que havia estat encunyada l'any 1836 per Jöns Jakob Berzelius.
Augustus Voelcker va ser ajudant de Mulder l'any 1846.
El 1850, Mulder va ser escollit membre de la Reial Acadèmia Sueca de Ciències. Morí a Bennekom l'any 1880.